# Shigella
Shigella è un genere di batteri della famiglia delle Enterobacteriaceae Gram-negativo, anaerobio facoltativo, immobile (in quanto privo di flagelli), ossidasi-negativo, asporigeno e correlato con Escherichia coli. Il genere è stato così chiamato in base al suo scopritore, Kiyoshi Shiga, che lo definì nel 1898.

## Classificazione
L'analisi genetica del genere Shigella ha dimostrato che le sue quattro specie in realtà possiedono caratteristiche biologiche e fisiologiche assimilabili a Escherichia coli, di cui dovrebbe essere una sottospecie, tuttavia per ragioni di praticità continua a essere utilizzata una classificazione che le considera come un genere separato. Le specie Shigella sono classificate in quattro sierogruppi e 45 sierotipi.
- Sierogruppo A: S.dysenteriae - 12 sierotipi
- Sierogruppo B: S.flexneri - 6 sierotipi
- Sierogruppo C: S.boydii - 23 sierotipi
- Sierogruppo D: S.sonnei - 1 sierotipo

I primi tre sierogruppi (A-C) sono fisiologicamente simili, mentre il sierogruppo D può essere identificato in base a test metabolici.

## Diagnosi
Un'infezione da Shigella è diagnosticata mediante isolamento da coprocoltura.

## Epidemiologia
La Shigella come indicato anche dalla FDA e dalla Canadian Food Inspection si può contrarre da cibo e acque contaminate (via oro-fecale) oltre che con un contatto diretto da persona a persona. L'unico serbatoio è l'uomo. Ogni anno si verificano circa 150 milioni di casi di shigellosi nel mondo, la maggior parte in paesi in via di sviluppo o sottosviluppati. I primi tre sierogruppi (A-C) anche quelli che causano la maggior parte dei casi di shigellosi. In particolare S.dysenteriae, non comune nei paesi sviluppati, provoca dissenteria e la maggior parte delle infezioni gravi dal momento che è in grado di produrre la tossina di Shiga, S.flexneri causa il maggior numero di infezioni da Shigella nei paesi in via di sviluppo o sottosviluppati, S.sonnei causa il 77% dei casi nei paesi sviluppati, dov'è quindi la specie più comune e infine S.boydii è la specie con la maggior variabilità sierotipica ma è anche la meno comune.. Shigella colpisce prevalentemente bambini sotto i 10 anni (60% di tutte le infezioni) e si diffonde spesso negli asili. Shigella ha la caratteristica di avere una dose infettante particolarmente bassa, da poche decine a poche centinaia di unità, che determina un'elevata trasmissibilità soprattutto in luoghi caldi dove la virulenza tende a non esplicarsi al di sotto dei 30 °C).
In Italia, nel Marzo 2017, è stato identificato il primo caso di infezione autoctona da S. flexneri resistente ai chinoloni, in un paziente omosessuale. Lo studio genetico del ceppo dimostrava che si trattava di un isolato di recente introduzione in Italia.

## Patogenesi
I batteri del genere Shigella sono agenti eziologici della dissenteria bacillare o shigellosi. La loro azione patogena è dovuta alla spiccata invasività (malgrado siano immobili) nei confronti dell'epitelio intestinale dell'ileo e del colon e alla produzione di endotossine ed esotossine, in particolare la tossina di Shiga, presente in Shigella dysenteriae. La loro invasività, moltiplicazione e propagazione è veicolata da geni presenti in un plasmide di virulenza che però sono regolati da altri geni del cromosoma batterico per cui la presenza del plasmide non è sufficiente per la patogenicità di un batterio. Il bersaglio di Shigella sono le cellule M delle placche di Peyer nell'intestino in quanto sono normalmente incapaci di invadere direttamente cellule epiteliali differenziate. Shigella tramite il sistema di secrezione di tipo III inocula nella cellula bersaglio quattro proteine (IpaA, IpaB, IpaC, IpaD) che ne increspano la membrana favorendo l'internalizzazione del batterio. Una volta internalizzata Shigella lisa gli endosomi e si replica nel citoplasma. La propagazione del batterio da una cellula all'altra non può avvenire per spostamento attivo del batterio stesso, essendo immobile, ma è permessa dal riarrangiamento dei filamenti di actina da questo promosso, ciò permette a Shigella di proteggersi dal controllo immunitario. Possono inoltre sopravvivere alla fagocitosi da parte dei macrofagi stimolando l'apoptosi. Il processo rilascia IL-1, citochina infiammatoria che attira verso il sito d'infezione fagociti polimorfonucleati che contribuiscono al danno epiteliale mediante la secrezione di citochine e altre molecole infiammatorie. S.dysenteriae oltre a questi meccanismi possiede anche la tossina di Shiga, una proteina formata da sei subunità (una subunità A e cinque subunità B). Le subunità B si legano al ganglioside GB3 e promuovono l'internalizzazione della subunità A. È la subunità A che cliva l'RNA 28S della subunità ribosomiale maggiore (60S) impedendo il legame di T-amminoacil RNA e bloccando quindi la sintesi proteica. Ciò provoca distruzione dell'epitelio intestinale e, più raramente, può causare insufficienza renale per distruzione dell'endotelio dei glomeruli. Normalmente Shigella non si trova nel sangue.
La shigellosi si manifesta 1-3 giorni dopo l'ingestione dei bacilli di Shigella. È un'enterite caratterizzata da crampi addominali, diarrea, febbre e feci emorragiche. Shigella tende generalmente a infettare dapprima la parte terminale dell'ileo dove si moltiplica. Il primo sintomo di una shigellosi è il tenesmo che risulta in una diarrea acquosa causata dall'enterotossina. Dopo 1-2 giorni dai primi sintomi si verificano crampi intestinali, frequente tenesmo ed emissione di feci emorragiche e purulente che denotano l'avvenuta invasione della mucosa del colon. L'infezione nella maggior parte dei casi si risolve spontaneamente dopo 1-2 settimane, ma spesso si preferisce il ricorso ad antibiotici per limitare i rischi di contagio. Raramente alcuni pazienti sono asintomatici e divengono portatori sani. S.dysenteriae provoca le shigellosi più gravi. Shigella presenta uno scarso potere immunogenico.

## Terapia
Shigella è molto spesso resistente ad antibiotici come l'ampicillina per cui la terapia dovrebbe basarsi su test di sensibilità in vitro. Il trattamento con antibiotici viene effettuato perché malgrado l'infezione si risolva autonomamente nella maggior parte dei casi, è necessario ridurre i rischi di contagio (per esempio negli asili). È possibile ricorrere a una terapia empirica con l'utilizzo di fluorochinoloni o trimetroprim-sulfametossazolo. Per prevenire il contagio è necessario un accurato lavaggio delle mani e un idoneo smaltimento della biancheria.